# Calen Addison
Calen Addison, född 11 april 2000, är en kanadensisk professionell ishockeyback som spelar för Minnesota Wild i National Hockey League (NHL). Han har tidigare spelat för Wilkes-Barre/Scranton Penguins och Iowa Wild i American Hockey League (AHL) och Lethbridge Hurricanes i Western Hockey League (WHL).
Addison draftades av Pittsburgh Penguins i femte rundan i 2018 års draft som 53:e spelare totalt.

## Statistik
| 2013–2014  | Brandon Wheat Kings U14        |            | 27  | 26 | 30  | 56  | 50  | —  | — | —  | —  | —  |
|            | Brandon Wheat Kings U15        |            | —   | —  | —   | —   | —   | 3  | 1 | 0  | 1  | 4  |
| 2014–2015  | Brandon Wheat Kings U15        |            | 31  | 45 | 31  | 76  | 46  | —  | — | —  | —  | —  |
| 2015–2016  | Brandon Wheat Kings U18        | MMHL       | 15  | 8  | 7   | 15  | 42  | 2  | 2 | 0  | 2  | 15 |
|            | Lethbridge Hurricanes          | WHL        | 4   | 0  | 0   | 0   | 2   | 3  | 0 | 0  | 0  | 0  |
| 2016–2017  | Lethbridge Hurricanes          | WHL        | 63  | 9  | 24  | 32  | 52  | 13 | 0 | 2  | 2  | 4  |
| 2017–2018  | Lethbridge Hurricanes          | WHL        | 68  | 11 | 54  | 65  | 53  | 16 | 7 | 12 | 19 | 20 |
| 2018–2019  | Lethbridge Hurricanes          | WHL        | 67  | 11 | 54  | 65  | 52  | 7  | 2 | 7  | 9  | 4  |
|            | Wilkes-Barre/Scranton Penguins | AHL        | 3   | 0  | 2   | 2   | 0   | —  | — | —  | —  | —  |
| 2019–2020  | Lethbridge Hurricanes          | WHL        | 50  | 10 | 42  | 52  | 51  | —  | — | —  | —  | —  |
| 2020–2021  | Minnesota Wild                 | NHL        | 1   | 0  | 0   | 0   | 0   | —  | — | —  | —  | —  |
|            | Iowa Wild                      | AHL        | 3   | 0  | 3   | 3   | 0   | —  | — | —  | —  | —  |
| NHL totalt | NHL totalt                     | NHL totalt | 1   | 0  | 0   | 0   | 0   | —  | — | —  | —  | —  |
| AHL totalt | AHL totalt                     | AHL totalt | 6   | 0  | 5   | 5   | 0   | —  | — | —  | —  | —  |
| WHL totalt | WHL totalt                     | WHL totalt | 252 | 41 | 174 | 215 | 210 | 39 | 9 | 21 | 30 | 28 |

### Internationellt
| Uppdaterad: 2021-02-17 | Uppdaterad: 2021-02-17 | Uppdaterad: 2021-02-17 |         | Utv = Utvisningsminuter | Utv = Utvisningsminuter | Utv = Utvisningsminuter | Utv = Utvisningsminuter | Utv = Utvisningsminuter |
| År                     | Lag                    | Mästerskap             | Matcher | Mål                     | Assists                 | Poäng                   | Utv                     |                         |
| ---------------------- | ---------------------- | ---------------------- | ------- | ----------------------- | ----------------------- | ----------------------- | ----------------------- | ----------------------- |
| 2017                   | Kanada                 | Ivan Hlinka            | 5       | 2                       | 4                       | 6                       | 4                       |                         |
| 2020                   | Kanada                 | JVM                    | 7       | 1                       | 8                       | 9                       | 0                       |                         |
| Junior totalt          | Junior totalt          | Junior totalt          | 13      | 3                       | 12                      | 15                      | 4                       |                         |